# محمد خسروی شکیب
محمد خسروی شکیب (بیرانوندی) (متولد ۱۳۵۵) ادب‌پژوه ایرانی و استاد گروه ادبیات فارسی دانشگاه لرستان است. او دانش‌آموختهٔ دوره دکتری ادبیات فارسی از دانشگاه تربیت مدرس است
خسروی شکیب برای نگارش کتاب آئین آینه برندهٔ پنجمین دورهٔ جایزهٔ قلم زرین و نیز اولین دورهٔ جایزه ادبی جلال آل‌احمد شد.

## آثار
- آئین آینه: سیر تحول نمادپردازی در فرهنگ ایرانی-اسلامی و ادبیات فارسی، حسینعلی قبادی و محمد خسروی شکیب (بیرانوندی)، تهران: دانشگاه تربیت مدرس
- سیری در ادبیات فارسی، محمد خسروی شکیب، ناشر: بعثت